# Marquesas-Fruchttaube
Die Marquesas-Fruchttaube (Ducula galeata), auch Marquesasfruchttaube geschrieben, ist eine sehr große Art der Taubenvögel, die zu den Fruchttauben zählt. Sie kommt ausschließlich auf zwei kleinen Inseln der Marquesas vor, einer Inselgruppe Ostpolynesiens.
Die Bestandssituation der Marquesas-Fruchttaube wurde 2016 in der Roten Liste gefährdeter Arten der IUCN als „Endangered (EN)“ = „stark gefährdet“ eingestuft.

## Erscheinungsbild
Die Marquesans-Fruchttaube erreicht eine Körperlänge von etwa 55 Zentimetern. Sie ist damit etwas größer als eine Ringeltaube. Auf den Schwanz entfallen 18,1 bis 23 Zentimeter. Es besteht kein auffälliger Geschlechtsdimorphismus. Die Weibchen sind lediglich etwas kleiner.
Die basale Hälfte des Schnabels wird von einer weichen, basisnah stark geschwollenen Haut bedeckt, die ab der Mitte bei dieser Art gefiedert ist. Im vorderen Bereich ist diese nach oben gebogen. Durch die Befiederung der Wachshaut wirkt die Stirn der Marquesas-Fruchttaube sehr flach. Der Schwanz ist im Verhältnis zur Körpergröße sehr lang.
Der Vorderkopf ist cremefarben, der Scheitel und der Hals sind grau. Der Mantel, der Rücken und die Flügeldecken sind dunkelgrün mit einem grünlich-blauen Schimmer. Die Brust und der Bauch sind grau. Am unteren Bauch hat das Gefieder eine leicht bräunlich bis kastanienbräunliche Tönung. Die Unterschwanzdecken sind kastanienbraun. Der Schnabel ist dunkel, die Iris ist cremefarben. Die Füße und Beine sind dunkelrot.
Es gibt im Verbreitungsgebiet der Marquesas-Fruchttaube keine andere Taubenart, mit der sie verwechselt werden könnte.

## Verbreitungsgebiet

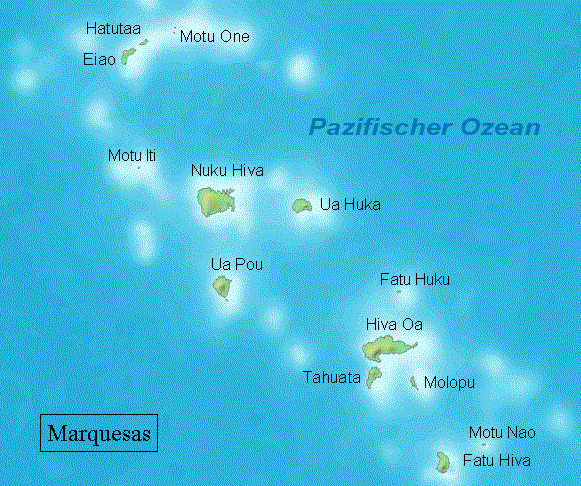
Die Marquesas-Fruchttaube ist mittlerweile auf einer zweiten Insel der Marquesas angesiedelt.

Die Marquesas-Fruchttaube ist eine Art der Marquesas. Die Marquesas ist eine Inselgruppe im Pazifik, zu der 14 Inseln und zahlreiche kleine Eilande gehören. Sie werden in eine nördliche Gruppe mit den Hauptinseln Nuku Hiva, Ua Pou und Ua Huka sowie in eine südliche Gruppe mit Hiva Oa, Tahuata und Fatu Hiva unterteilt. Als Großtiere kommen lediglich Nutztiere wie Pferde, Rinder, Schweine und Hühner vor. Die Tierwelt an Land beschränkt sich ansonsten auf Insekten, Schnecken und Eidechsen. In den Regenwäldern der Inselgruppe sind zahlreiche endemische Vogelarten heimisch. Neben der Marquesas-Fruchttaube kommen auf den Inseln zum Beispiel die Marquesastaube (Gallicolumba rubescens), der Marquesasliest (Todiramphus godeffroyi), der Marquesas-Monarch (Pomarea mendozae), der Iphis-Fliegenschnäpper (Pomarea iphis), der auf der Insel Ua Huka endemisch ist, und der nur auf Fatu Hiva vorkommende Fatuhivamonarch (Pomarea whitneyi) vor.
Die Marquesas-Fruchttaube kam bis zum Jahr 2000 nur auf Nuku Hiva vor. Mit einer Fläche von etwa 340 km² und 2.660 Einwohnern ist sie die größte und bevölkerungsreichste Insel der Marquesas. Im Jahr 2000 wurde damit begonnen, einen Teil der Tauben auf Ua Huka anzusiedeln. Geschätzt wird, dass auf dieser Insel 200 Tauben leben könnten. Im Jahr 2006 betrug die dort lebende Population bereits 46 Individuen. In 2010 wurden dort außerdem mehrere Nester der Marquesas-Fruchttaube gefunden.
Auf Nuka Niva kommt die Marquesas-Fruchttaube nur noch im Westen und Nordwesten der Insel vor. Diese Begrenzung besteht schon länger: Bereits 1921, als die Whitney South Sea Expedition die Insel besuchte, war die Taubenart nur noch in diesen Regionen der Insel vertreten. Die Taube besiedelt dort Waldgebiete in kleinen Tälern und Hochplateaus in Höhenlagen zwischen 250 und 1300 Metern. Einige Individuen können auch in kleinen Hainen direkt auf Meereshöhe gefunden werden. In einigen Gebieten der Insel kommt sie auch im Sekundärwald vor, der direkt an Bananen- und Orangenplantagen angrenzt.
Ursprünglich war die Taube auf den Marquesas-Inseln weit verbreitet. Es ist noch strittig, ob die Art sogar einstmals auf den Gesellschaftsinseln, Cookinseln und den Pitcairninseln vorkam. Die dortigen Knochenfunde könnten jedoch auch zu einer anderen, mittlerweile ausgestorbenen großen Fruchttaube gehören.

## Lebensweise
Die Marquesans-Fruchttaube lebt einzelgängerisch oder in Paaren. Gelegentlich versammeln sich jedoch mehrere Individuen in einem einzelnen, fruchttragenden Baum. Sie gelten als nicht besonders scheu. Sie fressen große Früchte mit einem Durchmesser bis zu 5 Zentimeter, die sie in den Baumwipfeln finden. Den größten Teil des Tages verbringen sie still sitzend in Baumwipfeln.
Nester wurden in den Monaten Mai und Juli sowie September und Oktober gefunden. Vermutlich können sie ganzjährig zur Brut schreiten. Das Nest wird hoch in den Baumwipfeln errichtet. Das Gelege besteht aus einem einzelnen weißen Ei.